# Арназ, Люси
Люси Арназ (англ. Lucie Arnaz, род. 17 июля 1951, Голливуд, Калифорния) — американская актриса, певица, танцовщица и продюсер, лауреат премии «Эмми» и номинант на «Золотой глобус». Дочь актрисы Люсиль Болл.

## Жизнь и карьера
Люси Арназ родилась в Лос-Анджелесе в семье актёров Люсиль Болл и Деси Арнаса. В 1957 году она появилась в эпизоде сериала своей матери «Я люблю Люси», а после появилась в её следующем проекте — «Шоу Люси». В 1968 году она получила постоянную роль в очередном ситкоме своей матери под названием «Вот — Люси», где снималась последующие шесть лет.
В конце семидесятых годов Люси Арназ дебютировала на Бродвее в мюзикле «Они играют наши песни», за роль в котором получила Theatre World Award и номинацию на «Драма Деск». Она вернулась на телевидение в 1985 году с собственным ситкомом под названием «Шоу Люси Арназ», который был закрыт после одного сезона. Кроме этого Арназ появилась в нескольких фильмах, самый успешный из которых «Певец джаза» 1980 года, за который она получила номинацию на премию «Золотой глобус».
Люси Арназ была замужем за актёром Филом Вандервортом с 1971 по 1977 год. 22 июня 1980 года она вышла замуж за Лоуренса Лакинбилла, у них трое детей.

## Фильмография
- 1963—1967 — Шоу Люси/The Lucy Show
- 1968—1974 — Вот - Люси/Here’s Lucy
- 1977 — Билли Джек едет в Вашингтон/Billy Jack Goes to Washington
- 1980 — Певец джаза/The Jazz Singer
- 1985 — Шоу Люси Арназ/The Lucie Arnaz Show
- 1988 — Она написала убийство/Murder, She Wrote
- 2000 — Только ты и я/Down to You
- 2003 — Закон и порядок/Law & Order
- 2006 — Дикая семёрка/Wild Seven